# Op de Nobel
Op de Nobel is een buurt in de wijk Heerlen-Centrum in de Nederlandse gemeente Heerlen. De buurt ligt direct ten zuiden van het stadshart. Aan de westzijde wordt de buurt begrensd door de Kruisstraat en de Bekkerweg, aan de noordzijde door de Coriovallumstraat, Raadhuisplein, de Doctor Poelsstraat en de noordrand van de Begraafplaats Akerstraat, aan de oostzijde door de Groene Boord, de Sint Franciscusweg en de Bongaertslaan en in het zuiden door de Caumerbeeklaan en de Burgemeester Waszinkstraat.
In het noorden ligt de buurt Heerlen-Centrum, in het oosten Molenbergpark, in het zuiden de buurt Bekkerveld en in het westen Lindeveld.
In de buurt staan de Doopsgezinde kerk en de Nederlands Hervormde Kerk.
In de buurt ligt het Tempsplein waar een Heilig Hartbeeld staat. Het Tempsplein ligt binnen het Rijksbeschermd gezicht Heerlen - Tempsplein e.o. dat voor een groot deel in de buurt Op de Nobel gelegen is.
Stadsdelen: Heerlerbaan · Heerlerheide · Heerlen-Stad · Hoensbroek

Wijken: Aarveld-Bekkerveld · De Beitel · Caumerveld-Douve Weien · Eikenderveld · Heerlen-Centrum · Heerlerbaan-Oost · Heerlerbaan-West · Passart · De Hei · Heksenberg · Hoensbroek-De Dem · De Koumen · Maria-Gewanden-Terschuren · Mariarade · Meezenbroek-Schaesbergerveld · Molenberg · Nieuw Lotbroek · Rennemig-Beersdal · Schandelen-Grasbroek · Vrieheide-De Stack · Welten-Benzenrade · Woonboulevard-Ten Esschen · Zeswegen-Nieuw Husken

Buurtschappen en gehuchten: De Euren · Heihoven · Imstenrade · Schurenberg · Terschuren

Limburg: Steden en dorpen      Nederland: Provincies · Gemeenten